# Tommy Casey
Thomas "Tommy" Casey (11 de março de 1930 - 11 de janeiro de 2009) foi um futebolista norte-irlandês que atuava como atacante.

## Carreira
Casey competiu na Copa do Mundo FIFA de 1958, sediada na Suécia, na qual a sua seleção terminou na sétima colocação dentre os 16 participantes.